# 鸡杨铁路
鸡杨铁路即原京广铁路鸡公山至杨寨段。
為配合中國铁路第六次大提速，京廣鐵路信阳至陈家河段提速改造工程在2005年11月动工，总投资20亿元人民幣，其中長達5708米的鸡公山铁路隧道工程李家寨至武胜关段率先在2007年1月23日開通，而余下路段也在2007年3月26日貫通，列車從此改走長83公里的新線，并停靠新建的車站，包括廣水站。原广水站改称广水西站。
鸡杨铁路已由复线改为单线。